# Scissor Sisters
Scissor Sisters — американская поп-группа, созданная в 2001 году. Порождённая «ночной жизнью геев Нью-Йорка», группа взяла своё название от лесбийской сексуальной практики трибадизм. Членами группы являются Джейк Ширз и Ана Матроник (вокалисты), Бэбидедди (мультиинструменталист), Дель Маркиз (соло-гитара / басист) и Рэнди Риал (барабанщик, заменил Пэдди Бума). Scissor Sisters включают разнообразные стили в свою музыку, как правило склоняясь к поп-року, глэм-року, nu-disco и электроклэшу.
Группа получила известность после выпуска занявшей вершины чартов и номинированной на Грэмми диско-версии песни «Comfortably Numb» и последующего дебютного альбома «Scissor Sisters» (2004 год). Альбом возымел успех, особенно в Великобритании (которую группа называет своим «духовным домом»), где он занял первое место, стал самым продаваемым альбомом 2004 года, сертифицирован как платиновый BPI и получил три награды от BRIT Awards в 2005 году. Все пять его синглов достигли позиций в двадцатке UK Singles Chart, а песня «Filthy/Gorgeous» заняла первое место в хит-параде Billboard «Hot Dance Club Songs», несмотря на небольшой успех группы в США.
Альбом продолжил свой успех в странах Европы, в Австралии и Канаде до выхода второго студийного альбома Ta-Dah (2006 год), который снова стал альбомом № 1 в Великобритании и произвёл на свет первый сингл группы (I Don’t Feel Like Dancin’), ставший первым в чартах страны. Их третий студийный альбом Night Work (2010 год), который отобразил движение группы в сторону более ориентированной на клубы музыки, занял второе место в UK Albums Chart, первое место в Billboard’s Top Independent Albums и место в десятке чартов ряда различных стран. В мае 2012 года группа выпустила четвёртый альбом Magic Hour.
Scissor Sisters выступали по всему миру и стали хорошо известны своими спорными и трансгрессивными живыми выступлениями. Они также сотрудничали с рядом известных поп-музыкантов, включая Элтона Джона и Кайли Миноуг; конкретно эти сотрудничества были положительно оценены критиками и иными известными людьми. В 2004 году Боно, фронтмен рок-группы U2, описал Scissor Sisters как «лучшую поп-группу в мире». Группа также работала с Global Cool в 2007 году в рамках одной из кампаний по популяризации «зелёного» образа жизни.

## История
Сформирована в 2001 году под названием Dead Lesbian and the Fibrillating Scissor Sisters, которое содержит отсылку к лесбийской сексуальной позе. Участники группы — первоначально звезды гей-андеграунда — выступали в гей-клубах Нью-Йорка. В 2004 году привлекли внимание широкой публики (главным образом в Великобритании) своей оригинальной танцевальной интерпретацией песни Pink Floyd «Comfortably Numb». В том же году их дебютный альбом становится семь раз платиновым в Великобритании и по итогам года признается самым продаваемым альбомом года. В 2005 г. Scissor Sisters получают несколько Brit Awards, а осенью 2006 г. покоряют британский чарт синглов с диско-хитом «I Don't Feel Like Dancin'», в написании и записи которого принимал участие легендарный Элтон Джон.
В 2012 году участники Scissor Sisters объявили об уходе группы в творческий отпуск на неопределённый срок.

## Состав группы
В состав группы входят:
- Джейк Ширз (англ. Jake Shears), настоящее имя Джейсон Силардс (англ. Jason Sellards) — вокал, автор песен
- Ана Матроник (англ. Ana Matronic), настоящее имя Ана Линч (англ. Ana Lynch) — вокал
- Бэбидэдди (англ. Babydaddy), настоящее имя Скотт Хоффман (англ. Scott Hoffman) — бас-гитара, гитара, клавишные, автор песен
- Дель Маркиз (англ. Del Marquis), настоящее имя Дерек Грюн (англ. Derek Gruen) — гитара, бас-гитара
- Рэнди Риал (англ. Randy Real), настоящее имя Рэнди Шрегер (англ. Randy Schrager) — ударные, перкуссия (с 2008)

Бывшие участники:
- Пэдди Бум (англ. Paddy Boom), настоящее имя Патрик Секорд (англ. Patrick Secord) — ударные, перкуссия (2001 - 2008)

## Дискография

### Альбомы
- Scissor Sisters (2004)
- Ta-Dah (2006)
- Night Work (2010)
- Magic Hour (2012)

### Синглы
- Electrobix (2002)
- Laura (2003),
- Comfortably Numb (2004),
- Take Your Mama (2004),
- Mary (2004),
- Filthy/Gorgeous (2005)
- I Don't Feel Like Dancin' (2006)
- Land of a Thousand Words (2006)
- She’s My Man (2007)
- Kiss You Off (2007)
- Fire With Fire (2010)
- Any Which Way (2010)
- Invisible Light (2010)
- Shady Love (2012)
- Only the Horses (2012)
- Baby Come Home (2012)

### DVD группы
- We Are Scissor Sisters… And So Are You — (2004)
- Live 8 — (2005)
- Hurrah, A Year of Ta-Dah — (2007)